# Gabriele Pignotta
Gabriele Pignotta (Roma, 12 ottobre 1977) è un regista, attore, commediografo e sceneggiatore italiano.

## Biografia
Nato a Roma nel 1977, pur coltivando la passione per il teatro e il cinema, si laurea in “Sociologia della formazione e della gestione delle risorse umane” e diventa formatore e ideatore di attività per numerose multinazionali.
Inizia la sua carriera artistica come attore di teatro, per poi scoprire la scrittura e la regia. Dopo i primi anni di teatro arriva la televisione nel 1995 inizia la sua carriera televisiva collaborando alla scrittura del programma su Rai 1 Navigator, di Raffaella Carrà e Sergio Japino, successivamente nel 1996 collabora sempre alla scrittura dei testi, questa volta per un programma su Italia 1 Eurotrash, condotto da Elenoire Casalegno e Segreti e bugie di Japino e Carrà condotto da Michele Cucuzza e Katia Ricciarelli.
Nel 2002 debutta in teatro con una commedia da lui scritta, diretta ed interpretata, Maschio non mi somigli affatto, grazie alla quale, nello stesso anno entra come ospite comico fisso nel programma su Rai 2 Al posto tuo condotto da Alda D'Eusanio con cui collabora anche l'anno successivo.
Nel 2004 scrive una nuova commedia, sempre diretta e interpretata, Una notte bianca, con cui riscuote successo e inizia a farsi strada negli ambienti teatrali prima romani e poi nazionali. Sempre nel 2004 entra a far parte del cast di Sabato italiano, programma in onda su Rai 1 condotto da Pippo Baudo.
Nel 2005 per LA7, è membro del cast di Settima Dimensione condotto da Sabrina Nobile con la partecipazione di Massimiliano Bruno, in onda ogni giovedì per dieci settimane in prima serata. Sempre nel 2005 scrive e interpreta la sit com “I & G”, otto puntate andate in onda su Canal Jimmy..
Nel 2006 torna a teatro con Scusa sono in riunione, commedia scritta, diretta e interpretata. Nello stesso anno è autore e conduttore di due programmi televisivi per Sky: Shake it e The soup.
A partire dal 2007 inizia a dedicarsi maggiormente al teatro, trovando il contesto più idoneo per esprimere la sua creatività. In questi anni scrive, dirige e interpreta numerose commedie di successo tra cui: Ti sposo ma non troppo, Se tutto va male divento famoso, Mi piaci perché sei così (commedia interpretata al fianco di Vanessa Incontrada).
Dopo aver girato diversi cortometraggi, fa il suo ingresso nel mondo del cinema scrivendo il soggetto e la sceneggiatura del film di Carlo Verdone Sotto una buona stella, e nello stesso anno adatta il suo testo teatrale Ti sposo ma non troppo, portandolo al cinema e firmandone la regia, la sceneggiatura e interpretando il ruolo da protagonista maschile al fianco di Vanessa Incontrada. Nello stesso anno scrive soggetto e sceneggiatura per il film Un Natale stupefacente di Wolfango De Biase.
Nel 2015 firma la regia, il soggetto e la sceneggiatura di un documentario, Pequeños Hermanos da lui stesso girato durante un lungo viaggio in Sud America. Nello stesso periodo scrive e dirige una campagna televisiva contro la violenza sulle donne per tre anni consecutivi. Nascono così Un'altra storia (con Claudia Gerini, Alessandra Mastronardi, Ksenia Rappoport, Giorgio Pasotti, Adriano Giannini e Fabio Troiano), Ancora un'altra storia (con Raoul Bova, Ambra Angiolini, Vinicio Marchioni, Chiara Francini, Rolando Ravello e Milena Mancini) e infine L’amore che vorrei (con Michelle Hunziker, Michela Andreozzi, Claudia Potenza e Mia Benedetta).
Nel 2017 scrive e dirige una nuova commedia con Lorella Cuccarini e Giampiero Ingrassia, Non mi hai più detto ti amo, e prende parte come attore alla commedia Ostaggi, scritta e diretta da Angelo Longoni.
Nel 2018 entra a far parte del cast di Che disastro di commedia, versione italiana di The Play That Goes Wrong. Firma inoltre la regia del fantasy italiano Otzi e il mistero del tempo, film vincitore del Giffoni Film Festival 2018.
Nel 2019 firma la sua ultima opera teatrale, che lo vede da solo sul palco, Toilet.
Nel gennaio 2020 debutta la sua commedia teatrale di grandissimo successo nazionale Scusa sono in riunione, scritta diretta e interpretata da Gabriele Pignotta al fianco di Vanessa Incontrada.
Nel 2020 firma la regia degli spot Todis, Q8 Svolta, e Farmaci Equivalenti.
Nel 2021 ha girato il suo quinto lungometraggio Toilet, un dramedy prodotto da Vision Distribution e Fenix Entertainment da lui scritto diretto ed interpretato (uscita prevista fine 2021-2022).
Sempre nel 2021 è stato uno dei protagonisti di Tre uomini e una culla|Tre uomini ed una culla, adattamento teatrale del celebre film francese di Coline Serraut, prodotto da Artisti Associati di cui ha firmato anche la regia.

## Filmografia

### Cinema
- Briganti - Amore e libertà, regia di Marco Modugno (1993)
- Amore 14, regia di Federico Moccia (2009)
- La vita è una cosa meravigliosa, regia di Carlo Vanzina (2010)
- Immaturi - Il viaggio, regia di Paolo Genovese (2012)
- In fondo a destra, regia di Valerio Groppa – cortometraggio (2011)
- Colpi di fulmine, regia di Neri Parenti (2012)
- Pazze di me, regia di Fausto Brizzi (2013)
- Il primo giorno di primavera, regia e sceneggiatura di Gabriele Pignotta (2013)
- Sotto una buona stella, regia di Carlo Verdone, sceneggiatura Gabriele Pignotta (2014)
- Ti sposo ma non troppo, regia e sceneggiatura di Gabriele Pignotta (2014)
- Un Natale stupefacente, regia di Volfango De Biasi, sceneggiatura Gabriele Pignotta (2014)
- Pequenos Hermanos – documentario, regia e sceneggiatura di Gabriele Pignotta (2015)
- Un'altra storia – cortometraggio, regia e sceneggiatura di Gabriele Pignotta (2015)
- Ancora un'altra storia – cortometraggio, regia e sceneggiatura di Gabriele Pignotta (2016)
- L'amore che vorrei – cortometraggio, regia e sceneggiaturadi Gabriele Pignotta (2017)
- Ötzi e il mistero del tempo , regia di Gabriele Pignotta (2018)
- Toilet - attore protagonista, regia e sceneggiatura di Gabriele Pignotta (2021)
- Da grandi, regia di Fausto Brizzi (2023)

## Teatro
- Ti sposo ma non troppo (2025), regia e attore protagonista con Vanessa Incontrada
- Tre uomini e una culla - di Coline Serreau, diretto ed interpretato da Gabriele Pignotta con Giorgio Lupano, Attilio Fontana, Fabio Avaro, Siddhartha Prestinari e Malvina Ruggiano.
- La favola mia (2020) - regia, di e con Giorgio Panariello.
- Scusa sono in riunione... (2020-2022) - testo, regia e attore protagonista con Vanessa Incontrada.
- Toilet (2019) - testo, regia e attore protagonista.
- Che disastro di commedia (2018) - attore protagonista, di Lewis Sayer Shields.
- Ostaggi (2017) - attore protagonista, scritto e diretto da Angelo Longoni.
- Non mi hai più detto ti amo (2017) - testo e regia con Lorella Cuccarini e Giampiero Ingrassia.
- Contrazioni pericolose (2015) - testo, regia e attore protagonista.
- Mi piaci perché sei così (2009, 2014) - testo, regia e attore protagonista.
- Se tutto va male divento famoso (2008) - testo, regia e attore protagonista.
- Ti sposo ma non troppo (2007) - testo, regia e attore protagonista.
- Scusa sono in riunione (2006) - testo, regia e attore protagonista.
- Singles (2005) - di Rodolphe Sand e David Talbot regia di Rodolphe Sand.
- Una notte bianca (2004) - testo, regia e attore protagonista.
- Maschio non mi somigli affatto (2002) - testo, regia e attore protagonista.

## Televisione
- Un medico in famiglia – serie TV, episodio 8x04, attore (2013)
- Aspettando Miss Italia 2018   - regia testi e regia  - La7 (2018)
- Shake It - autore e conduttore (Sky, (2006)
- The Soup - autore e conduttore (Sky, (2006)
- La settima dimensione - ospite comico fisso (2005)
- Sabato italiano - ospite comico fisso (2004)
- Al posto tuo - ospite comico fisso (2003-2002)
- Eurotrash - autore (1996)
- Segreti e Bugie - co-autore del programma (1996)
- Navigator - co-autore del programma (1995)

## Riconoscimenti
- Giffoni Film Festival 2018 per Otzi e il mistero del tempo.
- Menzione speciale ai Nastri d'argento 2015 con il corto Un'altra storia contro la violenza sulle donne.
- Biglietto d'oro per soggetto e sceneggiatura del film Sotto una buona stella di Carlo Verdone.
- Premio Vittorio Gassman come miglior testo teatrale 2004.
- Vincitore del Festival di Castrocaro 1994 come volto nuovo.